# Monte Gamkonora
O monte Gamkonora (em indonésio:  Gunung Gamkonora) é a montanha mais alta da ilha Halmahera, na Indonésia. É um estratovulcão com 1560 metros de altitude no topo.
Entre 1564 e 1989 o vulcão teve 12 erupções.